# Roman Łytkowski
 Roman Łytkowski (ur. 9 lipca 1972 w Czersku) – polski dowódca wojskowy; generał brygady Wojska Polskiego; od 2021 dowódca 12 Brygady Zmechanizowanej im. gen. broni Józefa Hallera w Szczecinie; od 11 września 2023 zastępca szefa sztabu ds. planowania 2 Korpusu Polskiego – Dowództwa Komponentu Lądowego.

## Życiorys

### Wykształcenie
Roman Łytkowski ukończył Wyższą Szkołę Oficerską im. Tadeusza Kościuszki (1995), ukończył Wyższy Kurs Specjalistyczny dowódców batalionu czołgów w Poznaniu z I lokatą (1998), studia na Akademii Obrony Narodowej z I lokatą (2002–2004), United States Army Command and General Staff College w Fort Leavenworth w stanie Kansas (2012), podyplomowe studia polityki obronnej w Akademii Sztuki Wojennej w Warszawie (2019–2020).

### Służba wojskowa
Służbę wojskową rozpoczął 24 września 1991 w Wyższej Szkole Oficerskiej Wojsk Zmechanizowanych we Wrocławiu. W 1995 został promowany na pierwszy stopień oficerski – podporucznika. Służbę zawodową rozpoczął w październiku 1995 w 16 Brygadzie Zmechanizowanej w Morągu na stanowisku dowódcy plutonu, następnie dowódcy kompanii czołgów oraz szefa sztabu batalionu czołgów. Po studiach w AON został skierowany w 2004 do Żagania, gdzie objął stanowisko szefa sekcji operacyjnej w dowództwie 11 Dywizji Kawalerii Pancernej, po czym został wyznaczony na stanowisko dowódcy batalionu czołgów 34 Brygady Kawalerii Pancernej. Następnie w tej samej dywizji był szefem wydziału operacyjnego w dowództwie 11 DKPanc. W latach 2005–2007 dwukrotnie brał udział w misjach w ramach IV i VIII zmiany PKW w Iraku, gdzie był szefem wydziału planowania i szefem oddziału operacyjnego. W 2011 pełnił służbę na stanowisku szefa sztabu 10 Brygady Kawalerii Pancernej. 
Od 20 kwietnia 2011 do 26 października 2011 w ramach IX zmiany Polskiego Kontyngentu Wojskowego w Afganistanie, z dowódcą gen. Sławomir Wojciechowski, był zastępcą szefa sztabu ds. operacyjnych w stopniu podpułkownika. W 2013 po studiach w United States Army Command and General Staff College został szefem oddziału szkolenia dowództw i ćwiczeń w Dowództwie Wojsk Lądowych w Warszawie. Od 2014 pełnił służbę w Dowództwie Generalnym Rodzajów Sił Zbrojnych na stanowisku szefa zespołu ds. utworzenia połączonego centrum operacyjnego w Grupie Organizacyjnej, a także szefa połączonego centrum operacyjnego. Następnymi stanowiskami służbowymi w Dowództwie Generalnym były: szef oddziału operacyjnego – zastępca szefa zarządu operacyjnego (od 2014); szef sekretariatu (od 2015). W 2020 ukończył podyplomowe studia polityki obronnej w Akademii Sztuki Wojennej w Warszawie.
23 marca 2021 minister obrony narodowej Mariusz Błaszczak wręczył mu nominację na stanowisko służbowe dowódcy 12 Brygady Zmechanizowanej im. generała broni Józefa Hallera w Szczecinie, z dniem 29 marca 2021. 31 marca 2021, w obecności dowódcy 12 Dywizji Zmechanizowanej gen. dyw. Dariusza Parylaka, przejął dowodzenie 12 Brygadą Zmechanizowaną od czasowo pełniącego obowiązki dowódcy 12 BZ pułkownika Romana Brudło. W roku 2021 był organizatorem ćwiczenia taktycznego „Tygrys 21” oraz ćwiczenia taktycznego z wojskami „Ryś 21”, w których 12 Brygada Zmechanizowana była głównym ćwiczącym. Przygotowywał wydzielone pododdziały 12 BZ do działania w składzie Sił Odpowiedzi NATO; IV zmiany PKW Liban; ćwiczenia taktycznego „Dragon 21”; międzynarodowego ćwiczenia „Defender Europe 2022”;  zorganizował 14 maja 2022 obchody 25-lecia utworzenia 12 Brygady Zmechanizowanej. W dniu 11 listopada 2021 został awansowany do stopnia generała brygady. Akt mianowania odebrał z rąk prezydenta Rzeczypospolitej Polskiej Andrzeja Dudy. 29 sierpnia 2023 minister obrony narodowej Mariusz Błaszczak wyznaczył go na stanowisko zastępcy szefa sztabu ds. planowania 2 Korpusu Polskiego – Dowództwa Komponentu Lądowego z dniem objęcia obowiązków 11 września 2023. Interesuje się sportem, techniką wojskową i akwarystyką.

## Awanse
- podporucznik – 1995[4]

(...)
- generał brygady – 11 listopada 2021[17]

## Ordery, odznaczenia i wyróżnienia

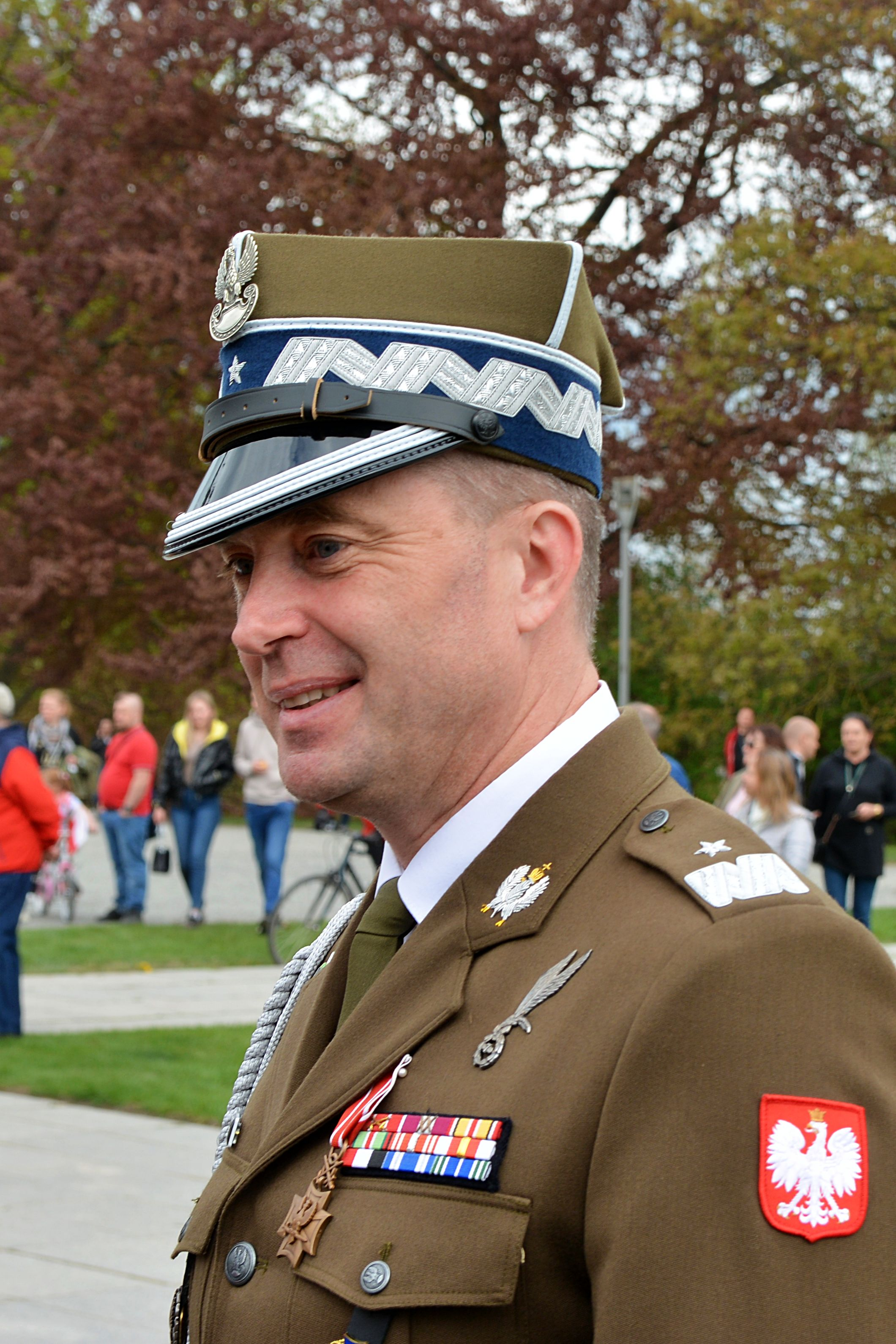
Gen. bryg. Roman Łytkowski

- Wojskowy Krzyż Zasługi z Mieczami – 2011[19]
- Srebrny medal za Długoletnią Służbę – 2015[20]
- Gwiazda Iraku – 2008[21]
- Gwiazda Afganistanu – 2011[22]
- Medal Pamiątkowy Wielonarodowej Dywizji Centrum-Południe w Iraku – 2012[23]
- Odznaka tytułu honorowego "Zasłużony Żołnierz RP" II Stopnia (Srebrna) - 2017[24]
- Złoty Medal „Za zasługi dla obronności kraju” – 2018[25]
- Złoty Medal „Siły Zbrojne w Służbie Ojczyzny” – 2020[26]
- Srebrny Medal „Za zasługi dla obronności kraju” – 2011[27]
- Srebrny Medal „Siły Zbrojne w Służbie Ojczyzny” – 2011[28]
- Brązowy Medal „Za zasługi dla obronności kraju” – 2005[29]
- Brązowy Medal „Siły Zbrojne w Służbie Ojczyzny” – 2005[30]
- Medal „W służbie Bogu i Ojczyźnie” – 2019[31]
- Złoty Medal „Za Zasługi dla Ligi Obrony Kraju” – 2016[32]
- Odznaka Honorowa Wojsk Lądowych – 2016[33]
- Buzdygan Honorowy - 2021[34]
- Odznaka Skoczka Spadochronowego Wojsk Powietrznodesantowych – 1994
- Złota Wojskowa Odznaka Sprawności Fizycznej – 1994[35]
- Odznaka „Za Zasługi dla Światowego Związku Żołnierzy Armii Krajowej” – 2022[36]
- szabla oficerska (absolwent AON z pierwszą lokatą) – 2004[37]
- Odznaka pamiątkowa 16 Brygady Zmechanizowanej – 2001[38]
- Złota odznaka pamiątkowa 11 Lubuskiej Dywizji Kawalerii Pancernej – 2007[39]
- Odznaka pamiątkowa Dowództwa Generalnego Rodzajów Sił Zbrojnych – 2015[40]
- Odznaka pamiątkowa 12 Brygady Zmechanizowanej – 2021 (ex officio)[41]

i inne

## Garnizony w przebiegu służby[3][4][6]
1. Wrocław (1991–1995) → Morąg (1995–2001) → Warszawa (2001–2004) → Żagań (2004–2005) → Irak (2005–2007)↘
2. Żagań (2007–2011) → Świętoszów (2011–2012) → Afganistan (2011)↘
3. Świętoszów (2012) → USA (2012)↘
4. Warszawa (2013–2021) → Szczecin (2021–2023)
5. Kraków (2023- obecnie)